# Hemoneumotórax
Hemoneumotórax es un término médico que describe la combinación simultánea de dos condiciones: Neumotórax, o aire en el espacio pleural, y Hemotórax o sangre en dicho espacio. 
Esta condición es un estado serio, en el que la respiración es  dificultada debido a la compresión  del pulmón (hemoneumotórax unilateral) o de ambos (hemoneumotórax bilateral), siendo mantenido bajo la presión de la sangre y el aire.
Se suele producir por razones traumáticas, como un golpe, aunque también, quien genera un neumotórax corre riesgo de derivar en hemoneumotórax debido a complicaciones en el tratamiento.

## Tratamiento
El procedimiento suele ser una pleurotomía, que es una técnica quirúrgica que consiste en la comunicación de la cavidad pleural con el exterior, mediante un tubo de avenamiento pleural o drenaje pleural, que se utiliza en ocupaciones por aire, líquido o mixtas.
- Datos: Q368562